# مملكة ريمان
مملكة ريمان أو مملكة الرحمن (الملايو: ريمان إمباير؛ الجاوي: كراجان رمان؛ بالتايلاندية: รามัน)؛ RTGS: رامان) كانت مملكة ملايو تقليدية غير ساحلية في شمال «شبه جزيرة الملايو». أصبحت واحدة من الدول السبع من بيرسيكوتوان أتاني بيصار (الاتحاد أتاني الكبير) بين عام 1810و 1902. كان منصور توان من الطبقة الاستقراطية عضواً في أتاني وصعد إلى عرش ريمان في عام 1810. حتى عام 1909، حدود الدولة لم تقتصر فقط على منطقة ريمان المعاصرة، ولكن تغطي معظم مقاطعة يالا في تايلند، بيراك هولو وأجزاء من كيلانتان أولو في ماليزيا.

## أصل التسمية
اسم الدولة تستمد من كلمة أتاني الملايو راما، المشابهة«راماي الملايو» قياساً، معنى «a assembly كبيرة». وتأسست في المنطقة قبل أواخر القرن الثامن عشر.
وردت الإشارة باللغة الإنجليزية أنها أقرب للدولة في 1818، بين اتفاق من قبل «الحاكم لأميرويلز» الجزيرة، جون بانرمان «منصور طويلة توان»، الملك ريمان في كروه. بينما في عام 1824 كتبه جون أندرسون الإنجليزية-الإشارة الثانية للمملكة، ريمان عامل دبلوماسية اسكتلندية التي سجلت كواحدة من الدول السبع في محافظة فطاني. الإقليم كما يشار إلى الرحمن والرحمن باللغة الإنكليزية ورامان (รามัน) في اللغة التايلندية. قدم آخر دخول المستعمرة في عام 1826، حيث ريمان هنري بورني، المسافر التجارية البريطانية ودبلوماسي لشركة الهند الشرقية البريطانية أقر بأنه كواحدة من نظام الحكم أربعة عشر أن أشيد السيامي بالممثلين في سوبيرينتيندينج الدول في ناخون سي ثامارات وسونغلا.

## التاريخ

### الأصل
تأسست دولة ريمان في محافظة فطاني بين الممالك القديمة من بيت وجلور، وليجه. ظهرت كنظام حكم واحد تحت توان توك توك (Nik)ليه في عام 1810. وعين (Nik) توك توان، يعرف أيضا باسم «منصور توان»، أتاني نبيل، لمراقبة أنشطة التعدين في المنطقة في عهد «محمد رجا بكر»، سلطان فطاني. [3] بين أواخر القرن الثامن عشر، استقر هو وأتباعه في هضبة كروه، منطقة التي شهدت هجرة جماعية للسكان الفارين من الاضطرابات المدنية في سهول أتاني منذ 1785 الفعل.
قبل 1808، بدأت (Nik) توك توان ورغبة منها في وضع سياسي أكثر من الحكم الذاتي والتحكم في المجال حملة من أجل الحصول على استقلال من سلطنة فطاني. الحملة سقطت سريعاً إلى حرب أهلية داخل المجال المحلي. اغتنام فرصة الاضطرابات بدأت السيامي، حشد قواتها لشن هجوم على المملكة. والضعف الشديد ادي الي التوغل من كلا الجانبين، هذا بمثابة ضربة قاسية للسلطنة فطاني، حيث السيامي قد ثبت أن يكون منتصرا في المنطقة.
ثم أدى سيامي المظفرة إصلاح داخل الحدود أتاني في عام 1810. وقد تحولت أتاني لتصبح اتحادا مع 7 ممالك ملايو شبه ذاتية الحكم. الدول تتكون من ليجه، ونونجتشيك، وفطاني، وريمان، وسيبوري، ويالا ويارينج. تم منح كل دولة مع درجة عالية من الحكم الذاتي الداخلي، والسلطات الإدارية الممنوحة للملك الملايو من إقليم الاحترام. من المتوقع أن تعاد إلى السيامي أيضا مستوى مصادر الإيرادات المحلية. ولوحظ الولاء للتاج وسوف يدان أي تمرد ضد السيامي.
وأكد (Nik)توك توان في نظام الحكم الجديد، كحاكم ريمان. تمتد مساحتها بين متناول العلوي أتاني سونجاى إلى «ماس سونجاى» في الشمال ولينجونج أسفل جنوب، كان ريمان بين المملكة أكبر في الاتحاد السويسري.

### حرب بيراك-ريمان 1826
كانت الحرب بيراك-ريمان نزاعا مسلحا؛ بسبب النزاع على الأراضي بين الدولتين في اللجنتين احتلت وكروه. كان القبض على مركزا متقدماً بين الحدود بيراك واتاني في 1780 المبكر، المنطقة الغنية بالمعادن ووضعت عملا بصعود ريمان في عام 1790، أصبح الجزء هارتلاند ومتكاملة من الدولة.
في 1826، سعى عبد الله شاه موازام في ولاية بيراك بمساعدة شركة الهند الشرقية البريطانية إلى استعادة السيطرة على الإقليم الغني بالموارد. بعد فترة وجيزة، وفد إلى الهضبة وشن هجوم كمين في ريمان. بسبب الهجمات المفاجئة من قبل ملك ريمان، «منصور توان» لاسترداد من كبه كوبو إلى اللجنتين كليان، وفي وقت لاحق إلى كوالا كيبايانج. استغرق عدة سنوات ريمان لاستعادة الأراضي. واحتلت اللجنتين وكروه.

### الانتعاش بعد الحرب والنمو

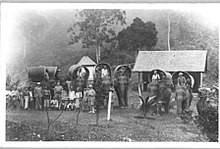
الفيلة Gerik، اتخذت في 1900. ملوك ريمان كانت معروفة لامتلاك مئات الأفيال، استخدام الوحش من العبء كالعمود الفقري الأولية سواء في الميدان أو في الجيش.

الداخلية والموقع الاستراتيجي بين الشرق والساحل الغربي لشبه الجزيرة تغذي نمو المملكة خلال فترة ما بعد الحرب. أعقاب فترة من الاستقرار النسبي والازدهار لم يسبق لها مثيل بسبب استعادة أنشطة التعدين في منطقة تخضع لتوه نانغ فطاني، أحد أفراد عائلة الاستقراطي ريمان. على الرغم من بعض المعارك الكبرى ضد بيراك في الحدود، فإنه عادة ما فاز بالميليشيا ريمان، يقودها ديلا مينجكونج، طائرة مقاتلة ريمان الشهير.
في عام 1882، الأعمال العدائية بين ريمان وبيراك رسميا وصل إلى نهايته عند كلا الطرفين يسعى إلى التوفيق بين حدود كل منها. إطار الهدنة عام 1882، تصرف كلا الطرفين، بقيادة الحكومة البريطانية، بالنيابة عن الدولة بيراك و «توان جاجونج»، ملك ريمان كممثل السيامي، اتفق على أن الحدود الجديدة سوف تكون موجودة على طول ناشا بوكيت، حوالي 5 كيلومترات جنوب ألمانيا مدينة إيك. (Nasha hill) «ناشا بوكيت» اختصار ل Nak ديساهكان ساتو بيرجانجيان (للتصديق على إطار اتفاق).
واستكمل الاتفاق في وقت لاحق في عام 1899، بين كل الأطراف بعضها البعض (أكنلووليدجيد) أن تكون الحدود في قرني، منطقة تقع شمال Gerik. أقيمت عدة علامات الحدود عملا باتفاق مع كل الأركان الدائمة على ارتفاع 1 متر واحد على نطاق واسع. تم تعيين كل الحجارة بعد حدود ريمان وولاية بيراك.

### حركة الاستقلال
كان إلى حد كبير تقدم صعود حركة الاستقلال في ريمان من أوسع أتاني عموم «الملايو القومية» تتجلى في المنطقة. أنه متأصل من فقدان السيادة أتاني تحت أيدي سيامي في عام 1810. المرحلة الأخيرة من القرن التاسع عشر إلى أوائل القرن العشرين قد وصفت لاستعادة دولة أتاني مثالية سيادة والحكم الذاتي ودعوة إلى استقلال كامل، أملا في حماية التربة الملايو الأصلي والفائدة دون التدخل من الحكومة سيامي
في عام 1902، بدأت السيامي، خوفاً من التنمية القومية في الجنوب حملة عسكرية كبيرة ضد قادة الملايو الذين يشتبه بأن التآمر في الحركة. بين النخب السياسية التي ألقت السيامي القوات يتضمن «توان ليبية طويلة الراية»، رجا مودا (الأمير) من ريمان؛ عبد القادر قمر الدين شاه، سلطان أتاني وتنكو عبد موتاليب، الملك تيلوبان.

### انحلال والضم
ثم اتهم «ليبية توان» في المحكمة سيامي في سينجورا. المحاكمة وجدت التاج الأمير ريمان أن يكون مذنبا بالخيانة وأنه تم عرض اثنين الجملة خيارات: بالسجن لمدة 25 عاماً في سينجورا أو 20 عاماً في بانكوك. واختارت «ليبية توان» للجملة الثانية. ثم تم نقله إلى بانكوك عن طريق سفينة سيامي، شمرون (بالتايلاندية: จำเริญ). غرقت السفينة أثناء الرحلة إلى بانكوك والأمير كان يعتقد أن لقوا حتفهم في هذه الكارثة. دمرها الأخبار، توفي الملك بعد بضعة أسابيع في وقت لاحق، دون ان يبدو الوريث.
كما شهد عام 1902 أن الحكومة سيامي جردت السلطات السيادية لجميع سلاطين الملايو فطاني والحكام والاستقراطيين في أعقاب الانتفاضة. وكان الضربة المزروعة 4 سنوات في وقت لاحق في عام 1906، عندما يسلم السيامي رسميا إنذارا بإلغاء كل من ولايات الملايو فطاني. ثم تم جمع شمل جميع الدول السبع في مقاطعة فطاني واحد (بالتايلاندية: มณฑลปัตตานี؛ RTGS: أتاني مونثون) ويديرها حاكم سيامي. مقاطعة الذي تم إنشاؤه حديثا ثم انقسمت إلى أربعة أقاليم (بالتايلاندية: จังหวัด؛ RTGS: changwat) أتاني وناراثيوات، ويالا، سيبوري يرأس كل مفوض السامي. وبموجب النظام الإداري الجديد، كان ريمان استيعابها تماما في يالا.

### أعقاب
أشعلت بطموحاتها الاستعمارية، البريطانية تهدف إلى توسيع نطاق أراضيها في الشرق الأقصى. قبل بزوغ فجر القرن الحادي والعشرين، قد اكتسبت بالفعل مجموعة من الملايو الحكم تتكون من مستعمرات التاج والمحميات في الملايو وسط جنوب شبه الجزيرة البريطانية إدراج المجالات في مستوطنات المضائق والدول ولايات الملايو بين 1826، و1895 على التوالي.
في عام 1909، خوفاً من أن العلاقات المتنامية بين الدول الاستعمارية الألمانية ريفالينج، والحكومة سيامي، ولا سيما في شبه الجزيرة البريطانية ثم سعت إلى إدخال اتفاقا مع السيامي. من الضروري الحصول على الولايات الشمالية البريطانية، كما كان استراتيجيا يقع في فم «مضيق ملقا» وغنية بالقصدير، سلعة هامة الوقود ضرورة الثورة الصناعية البريطانية والتجارة أواخر القرن التاسع عشر. وادي ذلك إلى المعاهدة الأنجلو-سيامي لعام 1909 الذي كسر شبه الجزيرة بين الولاية القضائية الإقليمية سيامي والبريطانية.
تم خفض العلم صيام آخر في «ريمان هيلير» (ريمان الجنوبي) في 16 يوليه 1909، إيذانا بانتهاء حكم سيامي في الإقليم.
ويتضمن أحد المناطق المتنازع عليها درجة عالية من البريطانيين حي ريمان، الذي كان ثم الفعل استيعابها في إقليم يالا في عام 1906. المنطقة كان معروفا أن تكون غنية بالذهب-الإيداع ويحمل أكبر احتياطي القصدير في شبه الجزيرة كلها. خلال المناقشة التي جرت بين الملك شولالونغكورن، «ملك سيام»؛ رالف باغيت، دبلوماسي بريطاني في سيام؛ ينز ويستينجارد، «مستشار سيامي» في الشؤون الخارجية والأمير دامرونج، سيامي في وزارة الداخلية، واعترف بجميع الأطراف أن البريطانية وافقت على التخلي عن ذلك مطالبات ساتون مقابل لانكاوي وانخفاض منطقة ريمان، كان البريطانيون أيضا بالإضافة إلى ذلك يلزم تقديم قرض تمويل بناء خط «سكة حديد الدولة سيامي» بتكلفة 4 ملايين جنيه استرليني (1909) في جنوب.

### تقسيم ريمان
علامة القسم ولادة ريمان في ولايات قضائية منفصلة اثنين، «هولو ريمان» (ريمان العلوية) المحتفظ بها بموجب يالا وريمان هيلير (ريمان الجنوبي) استيعابهم في بيراك هولو. وينقسم رسميا عقب مراسم نقل المعقودة في 16 يوليه 1909 في كروه. وقد حضر الحفل: Wan محمد عيسى، أورانغ كايا مينتيري؛ صالح محمد wan، أورانغ كايا كايا سيري أديكا رجا؛ ألديرتي بيرش، المقيم البريطاني بيراك؛ أ. س. Jelf، الإشراف، الأمين المساعد للمقيم البريطاني بيراك؛ حاء – بيركلي، قاضي المحكمة المحلية؛ ج. سيمبسون، مفتش شرطة كوالا كانغسار؛ دينار كيمب، مدير للرحمن الهيدروليكية تين المحدودة واللجنتين كليان وكيلونج حسين Wan، نبيلة من بيتونج، سيام.
قراءة الإعلان فعل حسين Wan كالممثل لمملكة سيام، معلنا نقل السيادة الإقليم من سيام لبريطانيا. وأعقب ذلك مراسم تبادل العلم الذي يرمز إلى نهاية حكم سيامي وبداية السيادة بيراك في المنطقة السفلي من ريمان.

## حكام ريمان، 1810-1902
طوال تاريخها، كان يحكمها ريمان نسل توان توك Nik توك ليه، الأب المؤسس ريمان.
| راجا (الملك) ريمان                  | سنة الحكم |
| ----------------------------------- | --------- |
| Nik توان توك توك عواقب/توان منصور   | 1810–1836 |
| صاحب السمو الاولو Nik توان الصغيرة  | 1849–1867 |
| صاحب السمو الشرق توان               | 1867–1875 |
| صاحب السمو توان الذرة/تنكو عبد نبات | 1875–1901 |

## تأثير وميراث
وأنشأت قاعدة قرن ريمان علامة في هذين الإقليمين منفصلة (يالا وولاية بيراك هولو) التي تشكل مجال متكاملة بالمملكة مرة واحدة. المناطق حتى اليوم تتسم بتأثير ريمان أتاني وربط جنبا إلى جنب مع ثقافة مشتركة، واللغوي والتراث وكنتيجة لذلك من الهجرة من الأراضي المنخفضة فطاني خلال فترة ريمان.
يمكن شهد العديد من المعالم كالعهد القديم روعة السابق المملكة ريمان. وهذا يشمل أستانا سينجة (قصر الزائر)، منزل فخم من العائلة المالكة في ريمان أقل. تقيد كواحدة من أفضل مثال للعمارة التقليدية في المملكة. يقع في سيلارونج كامبونج، بنيت في أواخر القرن التاسع عشر كقصر ثانوي بعيداً عن المركز الإداري للمملكة في «كوتا بارو» (في الوقت الحاضر يالا). مانور كان حصنا «ليبية توان» قبل أن يجري اعتقلته السلطات السيامية بسبب انتفاضة الاشتباه في مؤامرة لاستقلال فطاني. مثواه الأخير من (Neng)سيك بيرميسوري، «الملكة ريمان» يقع أيضا القريبة حديقة فخم، كان يعتقد وفاتها في عام 1915 على نطاق واسع بسبب الخراب لها بعد وفاة الأمير عبد الله. مقر الإقامة حاليا القطاع الخاص يملكها المنحدرين الأسرة المالكة ريمان.
موجات الهجرة من السهول أتاني اشترى أيضا أتاني قوية على أساس التراث اللغوي. لهجة ريمان يستند إلى حد كبير على النموذج أتاني من الملايو، ومع ذلك قد أدرجت العديد من الميزات الخاصة التي تدل على النفوذ من اللغة التايلاندية، اللهجات بيراكيان، والماليزية كيداهان. أنها تشكل كسلسلة متصلة لهجة بين الشرق ولغة «الملايو الساحل الغربي». في ولاية بيراك، البديل كما هو معروف محلياً لونجات أتاني باتو كورو.
تحمل الاسم نفسه مختلف المناطق في ولاية بيراك هولو مستمدة من يستقر أتاني إلى ريمان، هذا يشمل كروه (غامضة)، مدينة التي تستمد اسمها من الخزان الموحلة بناها سيتيس ريمان لتنظيف الفيلة المدجنة المملوكة من قبل الملك. تمت إعادة تسمية المجال هولو كالان في عام 1985. بينما "Gerik"، مدين مستوطنة كبيرة أنشئت في ريمان خلال الحكم من «توان جاجونج» اسمها من "Gerit"، أصوات للأصوات أدلى به الفئران الخيزران، مواليد القوارض التي يمكن أن تكون وجدت في وفرة في المنطقة.
ونجا بالتراث ريمان هو أيضا على نطاق واسع في الأدب المحلي والفولكلور. كان من بين الكتابات البارزة التي تتكون أثناء ريمان الفترة بانتون وضعت من قبل توان توك Nik ليه توك إلى «عندك راجا»، زوجة داتو ' سيري ليلا، قائد براكين القوات خلال حرب بيراك-ريمان 1826. وروى بانتون بين توان توك Nik إلى «عندك رجا» ممنوع الحب بين الطرفين من الجانبين ريفالينج الحرب. أخرى بارزة من الأدب الشفوي ريمان يشمل ديلا مينجكونج، محارب محلية، قال أنه هو رقم الوسطى التي تقيد إلى حد كبير على قيادة والدفاع عن الأراضي ريمان. وتسجل تفاصيل معاركه الملحمية إلى حد كبير في تقاليد المحلية.
يشمل تراث مرئي آخر فترة ريمان باتو تاندا (علامة الحدود)، بنيت في عام 1899 اتفاق بين ولاية بيراك وريمان، فإنه يدل على الحدود التاريخية بين الدولتين. الدعائم التي تقوم عليها ما زال يقف اليوم على الرغم من إصلاح حدود رئيسية في عام 1909، تذكرة بحقبة ماضية.

## تثبيت المراجع
- Amal Espraza، Sejarah Dan Asal Usul Gerik, Perak، مؤرشف من الأصل في 2019-05-27
- Arkib Negara Malaysia، Penyerahan Daerah-Daerah Takluk Reman Kepada Perak، Arkib Negara Malaysia، مؤرشف من الأصل في 2019-09-10
- Boon، Raymond (2010)، The Raja States (Muang)، Ma-lai-sia lah، مؤرشف من الأصل في 2018-05-06
- Dewan Bahasa dan Pustaka، Legeh، مؤرشف من الأصل في 2019-12-14
- Dolasoh، DJ (2017)، Istana kayu lebih 100 tahun، Harian Metro، مؤرشف من الأصل في 2017-10-15
- Hazuki. R، Loghat Patani Batu Kurau Dimartabatkan Dalam Buku Keresing Kerenyeh، مؤرشف من الأصل في 2018-09-19
- Khairul، 2017، Chapter 3: The Government of Pattani in the period of Decline، History of Pattani، مؤرشف من الأصل في 2019-04-14 {{استشهاد}}: الوسيط |الأول= يحوي أسماء رقمية (مساعدة)
- Khairul، 2016، Tokoh-tokoh pejuang Melayu Pattani، Sejarah Kerajaan Melayu Pattani، مؤرشف من الأصل في 2019-04-20 {{استشهاد}}: الوسيط |الأول= يحوي أسماء رقمية (مساعدة)
- Muhd Nur Iman Ramli (1980)، Raja Bersiung، Publishing House Sdn. Bhd.، ISBN:978-967-411-909-6
- Orang Kelantan، Legeh Dan Reman, Terpahat Dalam Sejarah Kelantan، مؤرشف من الأصل في 2019-02-16
- Rahul، Pengkalan Hulu Dahulunya Ada Negeri Reman Yang Berdaulat، مؤرشف من الأصل في 2018-03-04
- Ruxton، Ian (2016)، The Diaries of Sir Ernest Mason Satow, 1883-1888: A Diplomat In Siam, Japan, Britain and Elsewhere، Lulu.com، ISBN:978-136-546-2429
- Sembangkuala (2010)، The state of Reman in Hulu Perak، مؤرشف من الأصل في 2017-10-15
- Thailand.org، Siam FLag - Reman، مؤرشف من الأصل في 2019-04-06
- Tiki Mambang (2016)، Sejarah Itu Teladan: Asal Usul Reman، مؤرشف من الأصل في 2018-05-20
- Tongkat Ali (2010)، Negeri Rahman, hilangnya sebutir permata، مؤرشف من الأصل في 2013-09-22
- Thamsook Numnoncla، The First American Advisers in Thai History (PDF)، مؤرشف من الأصل (PDF) في 2021-11-20
- Utusan Malaysia (1998)، Perang saudara di Hulu Perak، مؤرشف من الأصل في 2017-10-15